# Natalija Borissowna Schurawel
Natalija Borissowna Schurawel (russisch Наталия Борисовна Журавель; * 13. Februar 1942; † 8. November 2006 in Sankt Petersburg) war eine sowjetische bzw. russische Schauspielerin und Synchronsprecherin.

## Laufbahn
Schurawel arbeitete von 1959 bis 1963 zunächst als Editorin für Negativfilme beim Lenfilmstudio. Bis 1969 absolvierte sie unter Wassili Merkurjew und Irina Meyerhold eine Ausbildung beim Staatlichen Institut für Theater, Musik und Film in Leningrad. Ihr Filmbebüt gab Schurawel bereits in dem 1967 erschienenen Melodram Долгая счастливая жизнь (Dolgaja stschastliwaja schisn). Wie die meisten ihrer späteren Filme wurde das Werk von Lenfilm produziert. Sie spielte u. a. unter der Regie von Pawel Kadotschnikow und Nadeschda Koschewerowa. Nach dem Ende der Sowjetunion trat Schurawel nur noch zweimal für kleine Rollen vor die Kamera; ihr letzter Film, Юнкера (Junkera), erschien erst nach ihrem Tod. Außerdem war sie als Synchronsprecherin an den russischsprachigen Versionen von vier ausländischen Filmen beteiligt. 1992 wurde Scurawel beim Festival Киношок (Kinoschok) für ihre Rolle in Женская тюряга (Schenskaja tjurjaga) prämiert. Neben der Filmarbeit trat die blonde Mimin von 1970 bis 1998 am Leningrader bzw. Sankt Petersburger Theater der Kinodarsteller auf.
Schurawel hatte eine Tochter namens Alexandra. Sie war eng mit Anastassija Wertinskaja befreundet.
Schurawel starb 64-jährig, ihr Grab befindet sich auf dem Bolscheochtinskoje-Friedhof in Sankt Petersburg.
Sie ist nicht mit der belarussischen Gesellschaftswissenschaftlerin Natalja Borissowna Schurawlewa identisch.

## Filmografie

### Darstellerin (Auswahl)
- 1967: Долгая счастливая жизнь (Dolgaja stschastliwaja schisn)
- 1970: Leuchtspuren (Зелёные цепочки/Seljonyje zepotschki)
- 1971: Секундомер (Sekundomer)
- 1971: Тень (Ten)
- 1983: Я тебя никогда не забуду (Ja tebja nikogda ne sabudu)
- 1991: Женская тюряга (Schenskaja tjurjaga) (Alternativtitel: Жизнь – женщина (Schisn – schenschtschina))

### Synchronsprecherin
- 1964: Rote Wüste
- 1967: Fantomas bedroht die Welt
- 1975: Zwei Welten im Hotel Pazifik (Dvojí svět hotelu Pacifik)
- 1984: Das Geheimnis der Apollonia (Vrak)